# 後藤真壽美
後藤真壽美（1955年3月12日—）是日本的女性聲優，北海道出身。以前所屬事務所是Production baobab，現在自由職業。曾經擔任迪士尼動畫的配音。本名是奈良部 真壽美（ならべ ますみ）。

## 演出作品

### 電視動畫
- 愛的小婦人物語（蘇西·帕克斯）
- 青澀花園（花店店員）
- 風中少女 金髮珍妮（琳達）
- 太空綠野仙蹤 （麗嘉、保羅的母親）
- 變形金剛（第一季）（火焰之星、妮妙、露意莎、其他）
- 變形金剛（第三季）（丹尼爾）
- 超獸機神 （瑞克·貝克）
- 超魔神英雄傳（莉莉）
- 勇者傳說 （小螢的管家奶奶、保健護士、男學生）
- 開花天使（小梅）
- 法布爾老師是名偵探（老婦人）※第17話
- 財富任務 （全奶奶）
- 法蘭德斯之犬 我的帕特羅許（主婦A）
- 蜜柑繪日記（大橋夫人）

### OVA
- 夢想獵人麗夢（初代阿爾法）

### 外語配音（動畫）
- 迪士尼作品
  - 短篇電影（波麗版、萬代版）
    - 各作品 - 米老鼠
    - 一部分作品 - 旁白、杜威、蒂蒂、黛西鴨

  - 小熊維尼 - 小豆（波麗版）
  - 米奇與魔豆 - 米老鼠
  - 小飛象 - 小孩子
  - 南方之歌 - 托比
  - 小飛俠 - 彼得潘（波麗版）
  - 木偶奇遇記 - 皮諾丘（波麗版）
  - 愛麗絲夢遊仙境 - 花
  - 羅賓漢 - 賽克斯頓夫人（小姊姊）（萬代版）

### 特攝
- 假面騎士超1